# Гюстав Окергельм
Барон Юхан Гюстав Нільс Самуель Окергельм аф Маргаретелунд (24 червня 1833; Стокгольм — 2 квітня 1900; Стокгольм) — шведський політичний і державний діяч, дипломат, прем'єр-міністр Швеції (1889—1891), міністр закордонних справ (1889), міністр фінансів (1874—1875).

## Біографія
Народився в сім'ї члена шведського уряду Густав-Фредріка Окергельма.
У 1852 році закінчив Уппсальський університет. Служив юнкером в Драгунському корпусі Королівського лейб-полку (1851), в 1854 році вийшов у відставку в званні другого лейтенанта.
З 1852 року перебував на державній службі. У 1856 році супроводжував в якості ад'ютанта графа фон Ессена на церемонію коронації імператора Олександра II в Москві. У тому ж році він був прикомандирований до шведського посольства в Парижі. У 1857 році стає другим секретарем при кабінеті міністрів по іноземній кореспонденції і виходить у відставку з військової служби. З 1858 по 1859 рік він був заступником секретаря посольства в Санкт-Петербурзі, потім секретарем в спеціальній дипломатичної місії у Відні. З 1860 по 1863 рік був секретарем дипломатичної місії в Данії.
З 1859 по 1860 і з 1865 по 1866 рік обирався в Риксдаг Швеції. Голосував за введення двопалатного парламенту. Протягом багатьох років по черзі член обох палат парламенту (з 1870 по 1900). З 1873 по 1874 рік обіймав посаду заступника голови Другої палати Риксдагу. Як депутат виступав за економію бюджету, реформування збройних сил і поліпшення муніципального законодавства. У 1873 році ініціював прийняття «Конвенції про монетах».
У 1867—1870 роках обіймав посаду державного ревізора. У 1874—1875 роках — міністр фінансів. Подав у відставку в знак протесту проти нового закону про призов.
У 1883—1889 роках очолював банківський комітет Першої палати риксдагу. З 1876 по 1889 рік очолював Управління з питань державного боргу (Riksgäldskontoret). Значну увагу приділяв банківської справи і державних фінансів. Коли в 1877 році виникла суперечка про захисні тарифи, приєднався до протекціоністів, оскільки вважав, що сільське господарство знаходиться під загрозою і побоювався збільшення зовнішнього боргу.
У 1889 році призначений на посаду міністра закордонних справ в уряді Гілліса Більдта, а в жовтні того ж року, став новим прем'єр-міністром Швеції.
У 1889—1890 роках обіймав посаду прем'єр-міністра Швеції. Очолюваний ним кабінет проводив політику помірного протекціонізму.
Його спроби вирішити деякі питання обороноздатності країни не увінчалися успіхом, в першу чергу через опір серед депутатів Риксдагу, оскільки вона була пов'язана з податковою реформою. У сфері розвитку залізничного транспорту він просував проект Північної лінії (Norra Stambanan), а гілка Gällivarebanan була націоналізована. Також була проведена реформа іпотечних банків, був прийнятий новий морський закон і був знайдений компроміс з питання технічного обслуговування доріг. Закон про оренду землі за підтримки позик для поселенців сприяв заселенню самої північній провінції країни — Норрботтен.
У 1891 році був змушений піти у відставку після того, як необережно висловив свою приватну думку з питання оборони, яку було інтерпретовано як загроза для Норвегії. Точне формулювання не ясна, але ті, хто чув прем'єр-міністра, стверджували, що він сказав, що «новий порядок в армії дозволить нам говорити з норвежцями по-шведськи».
На загальних виборах в 1893 році був обраний до Другої палати риксдагу. У 1895 році зайняв пост голови першого спеціального комітету, але в тому ж році був обраний членом Першої палати парламенту. У 1896—1899 році входив до складу Конституційного комітету Риксдагу, а в 1888—1889 роках був його головою.
Також був головою Асоціації власників лісопильних заводів і очолював наглядову раду Генерального іпотечного банку. У 1876 році був призначений камер-юнкером королівського двору.
У 1875 році він був обраний почесним членом Королівської академії вільних мистецтв, а в 1880 році — членом Шведської королівської академії лісового та сільського господарства.

## Відзнаки
Шведські:
- Орден Серафимів (1888)[6]

- Великий хрест ордена Полярної зірки (1880)[6]

- Великий хрест ордена Вази (1885)[6]

Іноземні:
- Великий хрест ордена Церінгенского лева князівства Баден (1881)[6]

- Лицар датського ордена Данеброг (1862)[6]

- Великий хрест норвезького ордена Святого Олафа (1889)[6]

- Лицар російського ордена Святого Станіслава (1856)[6]

- Лицар австрійського ордена Залізної корони (1859)[6]